# أداة شرط
أَدَاةُ الشَّرْطِ هي أداة مبنية تستخدم للربط بين فعل الشرط وجوابه، وهي إما اسْمُ شَرْطٍ أو حَرْفُ شَرْطٍ، وهي تقسم إلى قسمين: جازمة وغير جازمة

## أدوات الشرط الجازمة
وهي تَجْزِمُ الفِعْلَيْنِ المُضَارِعَيْنِ، أي فِعْلَ الشَّرْطِ وجَوَابَ الشَّرْطِ، نحو:
1. «مَنْ يَجْتَهِدْ فِي دِرَاسَتِهِ يَنْجَحْ»، حيث يُجزم الفعلُ المضارع الصحيح بالسكون،
2. «إِنْ تَسْعَ فِي الْخَيْرِ تَلْقَ الْخَيْرَ»، حيث يُجزم الفعلُ المضارع المعتلّ الآخر بحذف حرف العلّة (إذ أن أصل الجملة، قبل دخول أداة الشرط الجازمة لها، هو: «تَسْعَى فِي الخَيْرِ تَلْقَى الخَيْرَ»)،
3. «مَتَى تَعْمَلُوا الخَيْرَ تَجِدُوا الخَيْرَ»، حيث تُجزم الأفعال الخمسة بحذف النون.

وأدوات الشرط الجازمة هي: مَنْ وإِنْ وأَيّ وأَينَ وأَيْنَمَا وكيفما ومَتَى ومَتَى مَا وحَيْثُمَا وأَنَّى وأَيَّانَ ومَهْمَا وإِذْمَا ومَا، حيث أن إِنْ وإِذْمَا هما حَرْفَا شَرْطٍ يعربان على النحو: حرف شرط جازم لا محل له من الإعراب. أما أدوات الشرط المتبقية فهي أَسْمَاءُ شَرْطٍ وتعرب على النحو التالي:
- إِنْ، وهي حرف شرط للربط («إِنْ تَطْلُبْ العِلْمَ تَرْتَقِ»، «إِنْ تَطِعْ رَبَّكَ تَنَلْ خَيْرًا»)، ﴿إِنْ تُصِبْكَ حَسَنَةٌ تَسُؤْهُمْ وَإِنْ تُصِبْكَ مُصِيبَةٌ يَقُولُوا قَدْ أَخَذْنَا أَمْرَنَا مِنْ قَبْلُ وَيَتَوَلَّوْا وَهُمْ فَرِحُونَ ۝٥٠﴾ [التوبة:50]، ﴿يَا أَيُّهَا الَّذِينَ آمَنُوا إِنْ تَنْصُرُوا اللَّهَ يَنْصُرْكُمْ وَيُثَبِّتْ أَقْدَامَكُمْ ۝٧﴾ [محمد:7] ﴿قَالَ إِنَّمَا أَنَا رَسُولُ رَبِّكِ لِأَهَبَ لَكِ غُلَامًا زَكِيًّا ۝١٩﴾ [مريم:19].

وقد تقترن إِنْ الشرطية بـلاَ (فتصبح إِلاَّ) أو بـلَمْ النافيتين، نحو قوله تعالى: ﴿إِلَّا تَنْفِرُوا يُعَذِّبْكُمْ عَذَابًا أَلِيمًا وَيَسْتَبْدِلْ قَوْمًا غَيْرَكُمْ وَلَا تَضُرُّوهُ شَيْئًا وَاللَّهُ عَلَى كُلِّ شَيْءٍ قَدِيرٌ ۝٣٩﴾، ﴿إِلَّا تَنْصُرُوهُ فَقَدْ نَصَرَهُ اللَّهُ إِذْ أَخْرَجَهُ الَّذِينَ كَفَرُوا ثَانِيَ اثْنَيْنِ إِذْ هُمَا فِي الْغَارِ إِذْ يَقُولُ لِصَاحِبِهِ لَا تَحْزَنْ إِنَّ اللَّهَ مَعَنَا فَأَنْزَلَ اللَّهُ سَكِينَتَهُ عَلَيْهِ وَأَيَّدَهُ بِجُنُودٍ لَمْ تَرَوْهَا وَجَعَلَ كَلِمَةَ الَّذِينَ كَفَرُوا السُّفْلَى وَكَلِمَةُ اللَّهِ هِيَ الْعُلْيَا وَاللَّهُ عَزِيزٌ حَكِيمٌ ۝٤٠﴾ [التوبة:40]، وقوله عز وجل: ﴿فَإِنْ لَمْ تَفْعَلُوا وَلَنْ تَفْعَلُوا فَاتَّقُوا النَّارَ الَّتِي وَقُودُهَا النَّاسُ وَالْحِجَارَةُ أُعِدَّتْ لِلْكَافِرِينَ ۝٢٤﴾ [البقرة:24]، ﴿قَالَا رَبَّنَا ظَلَمْنَا أَنْفُسَنَا وَإِنْ لَمْ تَغْفِرْ لَنَا وَتَرْحَمْنَا لَنَكُونَنَّ مِنَ الْخَاسِرِينَ ۝٢٣﴾ [الأعراف:23].
- إِذْمَا بمعنى إِنْ، وهي حرف شرط للربط («إِذْمَا تَدْرُسْ أَدْرُسْ»).

- مَنْ: وهي تستخدم للعاقل وتعرب حسب السياق الذي تأتي فيه («مَنْ يَجْتَهِدْ فِي دِرَاسَتِهِ يَنْجَحْ»)، ﴿فَمَنْ يَعْمَلْ مِثْقَالَ ذَرَّةٍ خَيْرًا يَرَهُ ۝٧ وَمَنْ يَعْمَلْ مِثْقَالَ ذَرَّةٍ شَرًّا يَرَهُ ۝٨﴾ [الزلزلة:7–8].
- مَا ومَهْمَا فإنهما تعربان حسب السياق الذي تردان فيه إلا أنهما تستخدمان لغير العاقل («مَا تَبْذُلْ مِنْ جُهْدٍ يَنْفَعْكَ»، «مَا تَفْعَلْ مِنْ خَيْرٍ تَجِدْهُ»، «مَهْمَا تَفْعَلْ لِلنَّاسِ تَحْصِدْ نَقْدَهُمْ»)، ﴿مَا نَنْسَخْ مِنْ آيَةٍ أَوْ نُنْسِهَا نَأْتِ بِخَيْرٍ مِنْهَا أَوْ مِثْلِهَا أَلَمْ تَعْلَمْ أَنَّ اللَّهَ عَلَى كُلِّ شَيْءٍ قَدِيرٌ ۝١٠٦﴾ [البقرة:106]، ﴿وَقَالُوا مَهْمَا تَأْتِنَا بِهِ مِنْ آيَةٍ لِتَسْحَرَنَا بِهَا فَمَا نَحْنُ لَكَ بِمُؤْمِنِينَ ۝١٣٢﴾ [الأعراف:132]

- مَتَى وأَيَّانَ: وهما تدلان على الزمان وتعربان في محل نصب ظرف زمان («مَتَى تَعْمَلُوا الخَيْرَ تَجِدُوا الخَيْرَ»، «أَيَّانَ تَجْلِسْ أَجْلِسْ»).

- كَيْفَمَا: وهي تدل على الحال ولذا فإنها تعرب في محل نصب حال («كَيْفَمَا تُعَامِلْ جَارَكَ يُعَامِلْكَ»، «كَيْفَمَا تَكُونُوا يُوَلَّ عَلَيْكُمْ» (حديث ضعيف)، «كَيْفَمَا تَجْلِسْ أَجْلِسْ»).
- أَيْنَ: وهي تدل على المكان («أَيْنَ تَذْهَبْ تَجِدْ أَثَرَ العِلْمِ»)، ﴿وَلِكُلٍّ وِجْهَةٌ هُوَ مُوَلِّيهَا فَاسْتَبِقُوا الْخَيْرَاتِ أَيْنَ مَا تَكُونُوا يَأْتِ بِكُمُ اللَّهُ جَمِيعًا إِنَّ اللَّهَ عَلَى كُلِّ شَيْءٍ قَدِيرٌ ۝١٤٨﴾ [البقرة:148].
- أَنَّى وحَيْثُمَا وأَيْنَمَا: وهي تدل على المكان بمعنى أَيْنَ، ولذا فإنها تعرب في محل نصب ظرف مكان («أنَّى تَسْعَ تَجِدْ خَيْرًا»، «حَيْثُمَا تَتَوَجَّهْ تَجِدْ وَجْهَ اللَّهِ»)، ﴿قَدْ نَرَى تَقَلُّبَ وَجْهِكَ فِي السَّمَاءِ فَلَنُوَلِّيَنَّكَ قِبْلَةً تَرْضَاهَا فَوَلِّ وَجْهَكَ شَطْرَ الْمَسْجِدِ الْحَرَامِ وَحَيْثُ مَا كُنْتُمْ فَوَلُّوا وُجُوهَكُمْ شَطْرَهُ وَإِنَّ الَّذِينَ أُوتُوا الْكِتَابَ لَيَعْلَمُونَ أَنَّهُ الْحَقُّ مِنْ رَبِّهِمْ وَمَا اللَّهُ بِغَافِلٍ عَمَّا يَعْمَلُونَ ۝١٤٤﴾، ﴿وَلِلَّهِ الْمَشْرِقُ وَالْمَغْرِبُ فَأَيْنَمَا تُوَلُّوا فَثَمَّ وَجْهُ اللَّهِ إِنَّ اللَّهَ وَاسِعٌ عَلِيمٌ ۝١١٥﴾ [البقرة:115].
- أَيّ (أَيُّ، أَيَّ، أَيًّا، أَيِّ، أَيَّمَا): ويعتمد معناها وإعرابها على الاسم الذي تضاف إليه («أَيُّ شَخْصٍ يَحْتَرِمْ غَيْرَهُ يَحْتَرِمْهُ النَّاسُ»، «أيَّ سَاعَةٍ تَحْضُرْ أحْضُرْ»، ﴿قُلِ ادْعُوا اللَّهَ أَوِ ادْعُوا الرَّحْمَنَ أَيًّا مَا تَدْعُوا فَلَهُ الْأَسْمَاءُ الْحُسْنَى وَلَا تَجْهَرْ بِصَلَاتِكَ وَلَا تُخَافِتْ بِهَا وَابْتَغِ بَيْنَ ذَلِكَ سَبِيلًا ۝١١٠﴾ [الإسراء:110]، «أَصْحَابِي كَالنُّجُومِ بِأَيِّهِمْ اقْتَدَيْتُمْ اهْتَدَيْتُمْ» (حديث ضعيف)، ﴿قَالَ ذَلِكَ بَيْنِي وَبَيْنَكَ أَيَّمَا الْأَجَلَيْنِ قَضَيْتُ فَلَا عُدْوَانَ عَلَيَّ وَاللَّهُ عَلَى مَا نَقُولُ وَكِيلٌ ۝٢٨﴾ [القصص:28]

جمع الحريري في كتابه ملحة الإعراب أدوات الشرط الجازمة في قصيدة، هي:

## أدوات الشرط غير الجازمة
وهي لا تجزم ما بعدها ويعرب ما بعدها حسب محله الإعرابي ويقال في آخر إعرابه وهو فعل الشرط أو جواب الشرط وهي: لو ولولا ولوما وكلما وإذا ولما وأما. وتعرب هذه الأدوات كلها على النحو: حرف شرط مبني لا محل له من الإعراب باستثناء (إذا وكلما ولما) فإنها تعرب: أداة شرط غير جازمة في محل نصب ظرف زمان.
- إِذَا: ظرف لما يستقبل من الزمان ﴿إِذَا السَّمَاءُ انْشَقَّتْ ۝١ وَأَذِنَتْ لِرَبِّهَا وَحُقَّتْ ۝٢ وَإِذَا الْأَرْضُ مُدَّتْ ۝٣ وَأَلْقَتْ مَا فِيهَا وَتَخَلَّتْ ۝٤ وَأَذِنَتْ لِرَبِّهَا وَحُقَّتْ ۝٥﴾ [الانشقاق:1–5]، ﴿وَإِذَا رَأَيْتَهُمْ تُعْجِبُكَ أَجْسَامُهُمْ وَإِنْ يَقُولُوا تَسْمَعْ لِقَوْلِهِمْ كَأَنَّهُمْ خُشُبٌ مُسَنَّدَةٌ يَحْسَبُونَ كُلَّ صَيْحَةٍ عَلَيْهِمْ هُمُ الْعَدُوُّ فَاحْذَرْهُمْ قَاتَلَهُمُ اللَّهُ أَنَّى يُؤْفَكُونَ ۝٤﴾ [المنافقون:4]
- لَوْ: حرف امتناع لامتناع (امتناع الجواب لامتناع الشرط) ﴿وَلَوْ عَلِمَ اللَّهُ فِيهِمْ خَيْرًا لَأَسْمَعَهُمْ وَلَوْ أَسْمَعَهُمْ لَتَوَلَّوْا وَهُمْ مُعْرِضُونَ ۝٢٣﴾ [الأنفال:23]
- لَوْلاَ: حرف امتناع لوجود، يدخل على جملتين الأولى اسميّة والأخرى فعليّة لربط امتناع الثَّانية بوجود الأولى ﴿وَإِذَا جَاءَهُمْ أَمْرٌ مِنَ الْأَمْنِ أَوِ الْخَوْفِ أَذَاعُوا بِهِ وَلَوْ رَدُّوهُ إِلَى الرَّسُولِ وَإِلَى أُولِي الْأَمْرِ مِنْهُمْ لَعَلِمَهُ الَّذِينَ يَسْتَنْبِطُونَهُ مِنْهُمْ وَلَوْلَا فَضْلُ اللَّهِ عَلَيْكُمْ وَرَحْمَتُهُ لَاتَّبَعْتُمُ الشَّيْطَانَ إِلَّا قَلِيلًا ۝٨٣﴾ [النساء:83]
- لَوْمَا: حرف امتناع لوجود بمعنى لَوْلاَ، يدخل على جملتين الأولى اسميّة والأخرى فعليّة لربط امتناع الثَّانية بوجود الأولى («لَوْمَا العِلاَجُ لَهَلَكَ المَرِيضُ»).
- لَمَّا: تختص بالماضي ويتطلب استعمالها وجود جملتين وجدت الثانية منهما عند وجود الأولى نحو: لما عرفت أن رزقي مقسوم لي اطمأن قلبي لقضاء ربي، ﴿قِيلَ لَهَا ادْخُلِي الصَّرْحَ فَلَمَّا رَأَتْهُ حَسِبَتْهُ لُجَّةً وَكَشَفَتْ عَنْ سَاقَيْهَا قَالَ إِنَّهُ صَرْحٌ مُمَرَّدٌ مِنْ قَوَارِيرَ قَالَتْ رَبِّ إِنِّي ظَلَمْتُ نَفْسِي وَأَسْلَمْتُ مَعَ سُلَيْمَانَ لِلَّهِ رَبِّ الْعَالَمِينَ ۝٤٤﴾ [النمل:44]
- كُلَّمَا: ظرف لما تكرر من الزمان. ويجب الانتباه حين استعمالها إلى عدم تكرارها مرتين في الجملة. ﴿فَتَقَبَّلَهَا رَبُّهَا بِقَبُولٍ حَسَنٍ وَأَنْبَتَهَا نَبَاتًا حَسَنًا وَكَفَّلَهَا زَكَرِيَّا كُلَّمَا دَخَلَ عَلَيْهَا زَكَرِيَّا الْمِحْرَابَ وَجَدَ عِنْدَهَا رِزْقًا قَالَ يَا مَرْيَمُ أَنَّى لَكِ هَذَا قَالَتْ هُوَ مِنْ عِنْدِ اللَّهِ إِنَّ اللَّهَ يَرْزُقُ مَنْ يَشَاءُ بِغَيْرِ حِسَابٍ ۝٣٧﴾ [آل عمران:37]
- أَمَّا: وهي حرف يفيد التفصيل وتقوم مقام أداة الشرط وفعله ويقترن جوابها بالفاء دائما. نحو قوله تعالى: ﴿فَأَمَّا الْيَتِيمَ فَلَا تَقْهَرْ ۝٩ وَأَمَّا السَّائِلَ فَلَا تَنْهَرْ ۝١٠ وَأَمَّا بِنِعْمَةِ رَبِّكَ فَحَدِّثْ ۝١١﴾ [الضحى:9–11].